# Eclissi solare dell'11 maggio 2059
L'Eclissi solare dell'11 maggio 2059, di tipo totale, è un evento astronomico che avrà luogo il suddetto giorno con centralità attorno alle ore 19:22 UTC.
L'eclissi avrà un'ampiezza massima di 95 chilometri e una durata 2 minuti e 23 secondi percorrendo ampiamente il mare, ma sarà visibile sulla terra da questi 4 paesi: Perù, Ecuador, Colombia e Brasile.

## Eclissi correlate

### Eclissi solari 2059 - 2061
Questa eclissi è un membro di una serie semestrale. Un'eclissi in una serie semestrale di eclissi solari si ripete approssimativamente ogni 177 giorni e 4 ore (un semestre) in nodi alternati dell'orbita della Luna.